# I promessi sposi

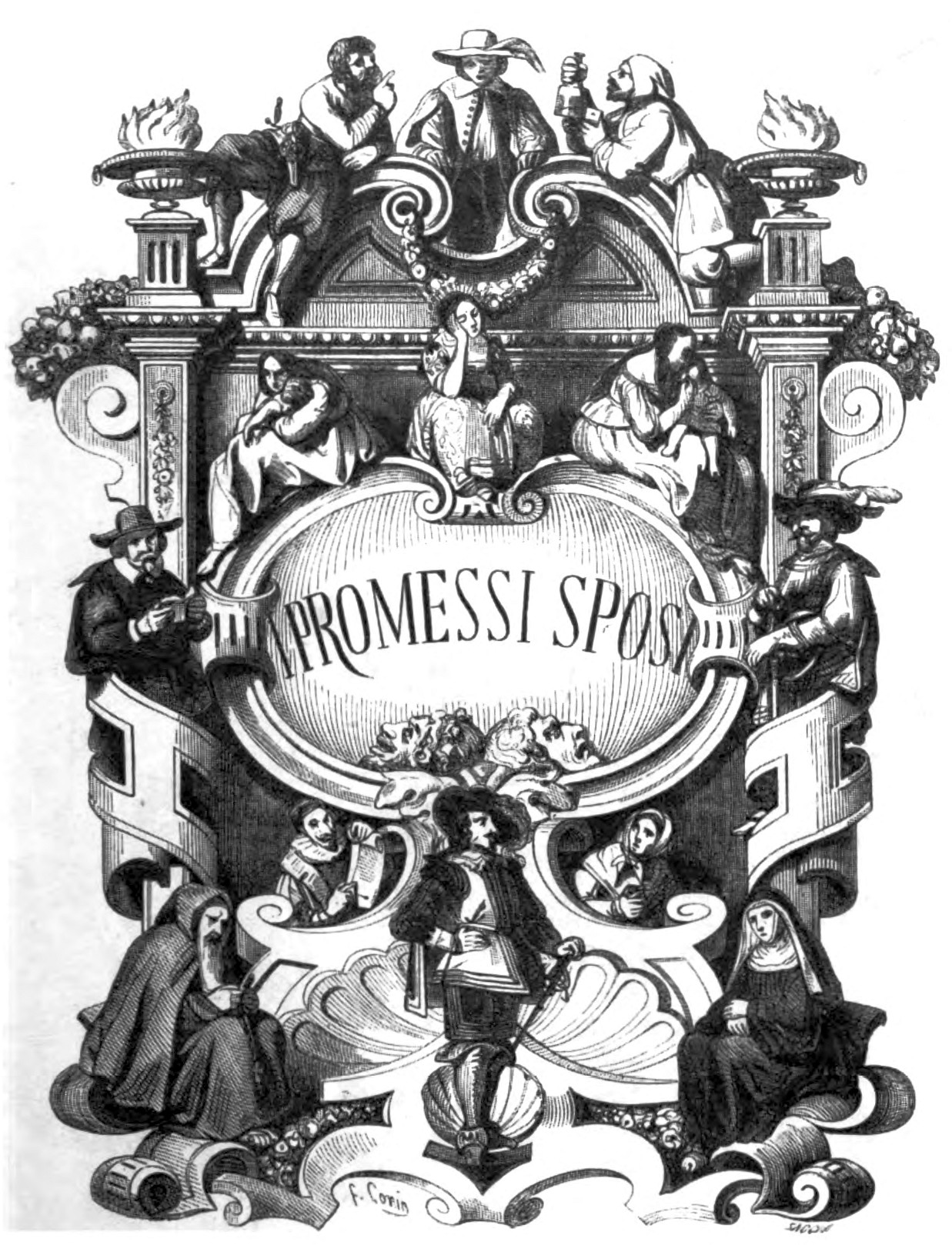
Frontispice van de editie uit 1842

I promessi sposi (De verloofden) is een Italiaanse historische roman, geschreven door Alessandro Manzoni en in 1842 voor het eerst in definitieve versie gepubliceerd. Het midden van de 19de eeuw was een turbulente periode in Italië (het was de tijd van de Risorgimento, de Italiaanse eenwording) en de literatuur werd gebruikt als een van de middelen om meningen te uiten over de staat, de samenleving en de religie. 
I promessi sposi wordt gezien als het meest representatieve document uit de tijd van de Risorgimento en de Romantiek. Bovendien wordt het beschouwd als een van de hoogtepunten van de Italiaanse literatuur en vrijwel elke middelbare scholier in Italië leest het boek op school. Wat betreft de structuur is het de eerste moderne roman in de Italiaanse literatuurgeschiedenis en heeft het ook een grote invloed gehad op de nationale Italiaanse taal.
In het boek wordt het Italië van de zeventiende eeuw beschreven, tijdens de Spaanse bezetting van het land. Hiermee kan het worden gezien als een boodschap aan de Oostenrijkers, die ten tijde van de publicatie van het boek Italië overheersten.
Beroemd is ook de beschrijving van de plaag die rond 1630 in Milaan uitbrak.
I promessi sposi was geïnspireerd op Walter Scotts Ivanhoe en in het boek worden veel verschillende thema's behandeld, van de hypocriete en slappe mentaliteit van een priester (Don Abbondio) en de heroïsche heiligheid van anderen (Padre Cristoforo, Federico Borromeo) tot de kracht van de liefde (de relatie tussen Renzo en Lucia en de strijd van deze verloofden om elkaar  weer te zien en te trouwen). De menselijke geest staat duidelijk centraal.
Amilcare Ponchielli maakte van het verhaal een opera in 1856 en Errico Petrella in 1869. Het boek is vaak verfilmd; o.a. in 1909, 1913, 1923, 1941 en 1964.

## Nederlandse vertalingen
- De verloofden, vert. Patty Krone en Yond Boeke, 2004. ISBN 9789025334116
- De verloofden, vert. Fons Winkelmans, 1992. ISBN 9789061527640
- De verloofden. Milanese geschiedenis uit de zeventiende eeuw, vert. Gentilis Aster [pseud. Gentilis van Loon], Amsterdam, Veen, 1965, 345 p.
- De verloofden, vert. Mary Robbers, voorwoord Romano Guarnieri, Amsterdam, Van Munster, 1926
- De verloofden. Eene Milanesche geschiedenis uit de zeventiende eeuw, vert. Petrus van Limburg Brouwer, W. van Boekeren, Groningen, 1835, vol. I - vol. II - vol. III (herwerkt in 1849: vol. I - vol. II; herdrukt tot 1943)